# Fantomas kontra Scotland Yard
Fantomas Kontra Scotland Yard – francuska komedia kryminalna z 1967 z udziałem Jeana Marais i Louisa de Funes w rolach głównych. Trzecia, ostatnia z części przygód o nieuchwytnym Fantomasie. We Francji film obejrzało 3,5 mln widzów.

## Fabuła
Trzecie spotkanie z Fantomasem, przestępcy o stu twarzach. Tym razem zbrodniarz daje o sobie znać w Szkocji. Morduje tam sir Waltera Browna, arystokratę, który odmówił mu posłuszeństwa. Zwłoki mężczyzny znajduje w swoim zamku jego przyjaciel, lord Mac Rashley. Również i jego życie jest w niebezpieczeństwie. Fantomas bowiem wpada na genialny pomysł, od najbogatszych tego świata postanawia ściągać podatek od prawa do życia.
Wśród biznesmenów wybucha panika. Wkrótce morderca rozciąga swój nakaz płatniczy także na brytyjską mafię, zapominając, że on sam jest również przestępcą. Ochronić milionerów może tylko inspektor paryskiej policji, komisarz Juve (Louis de Funes). Wyrusza on, razem z dziennikarzem Fandorem (Jean Marais) i jego piękną narzeczoną Heleną (Mylène Demongeot), tropem złoczyńcy. Cała trójka przybywa na zamek lorda Mac Rashleya, gdzie mają przeprowadzić własne dochodzenie.
Fantomas jednak nie rezygnuje ze swoich planów i już zaciera ręce na myśl o spotkaniu ze swoimi odwiecznymi pogromcami. W średniowiecznym zamku, w którym podobno straszy, Juve nie ma łatwego zadania. Na przeszkodzie stają mu fałszywi wisielcy i prawdziwe zwłoki, duchy-nie-duchy i korowód masek, a wreszcie koń siadający na zadzie jak pies, który w dodatku mówi. Tymczasem lord Mac Rashley organizuje polowanie na lisa. Dla Fantomasa to wspaniała okazja, by rozprawić się z przeciwnikami.

## Obsada
- Louis de Funès: komisarz policji Paul Juve
- Jean Marais: Jérôme Fandor, dziennikarz / Fantômas
- Mylène Demongeot: Hélèna Gurn, fotograf, narzeczona Fandora
- Jacques Dynam: inspektor Michel Bertrand
- Henri Serre: André Berthier, sekretarz lorda Mac Rashleya
- Jean-Roger Caussimon: Lord Edward Mac Rashley
- Françoise Christophe: Lady Mac Rashley
- André Dumas: Tom Smith, angielski policjant
- Robert Dalban: redaktor naczelny gazety
- Jean Ozenne: Albert, majordom Lorda Mac Rashleya
- Max Montavon: Alexandre, szalony lokaj w zamku
- Rita Renoir: modelka z samolotu
- Guy Delorme: szef mafii
- Dominique Zardi: pilot awionetki, człowiek Fantomasa
- Hubert de Lapparent: Richard, bogacz
- Henri Attal: Godfrey, kierowca samochodu w lesie
- Antoine Baud: William
- Michel Thomass: maharadża Kimpury
- Roger Trapp: tłumacz maharadży

## Produkcja
Film kręcony był we Francji. Sceny zamkowe nakręcono we francuskim Zamku Roquetaillade, w miejscowości Mazères, w departamencie Gironde. Sceny polowania na lisa kręcono w Lesie Fontainebleau niedaleko Paryża.